# Rali da Suécia

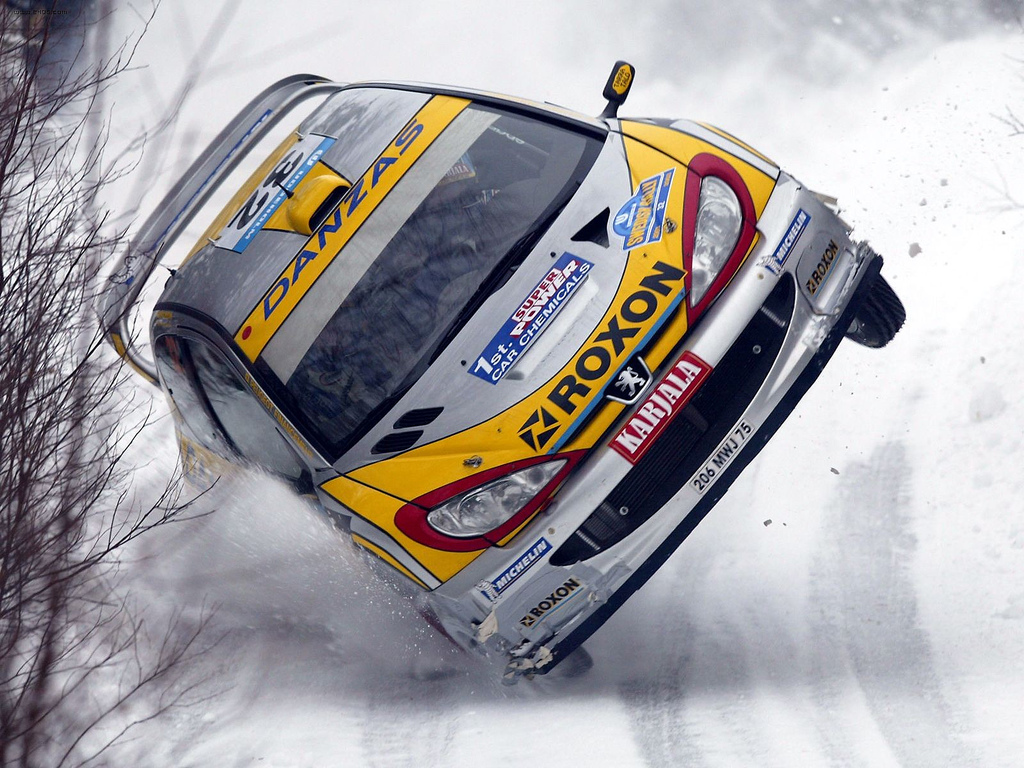
Juuso Pykälistö dirigindo um Peugeot 206 WRC no evento 2003

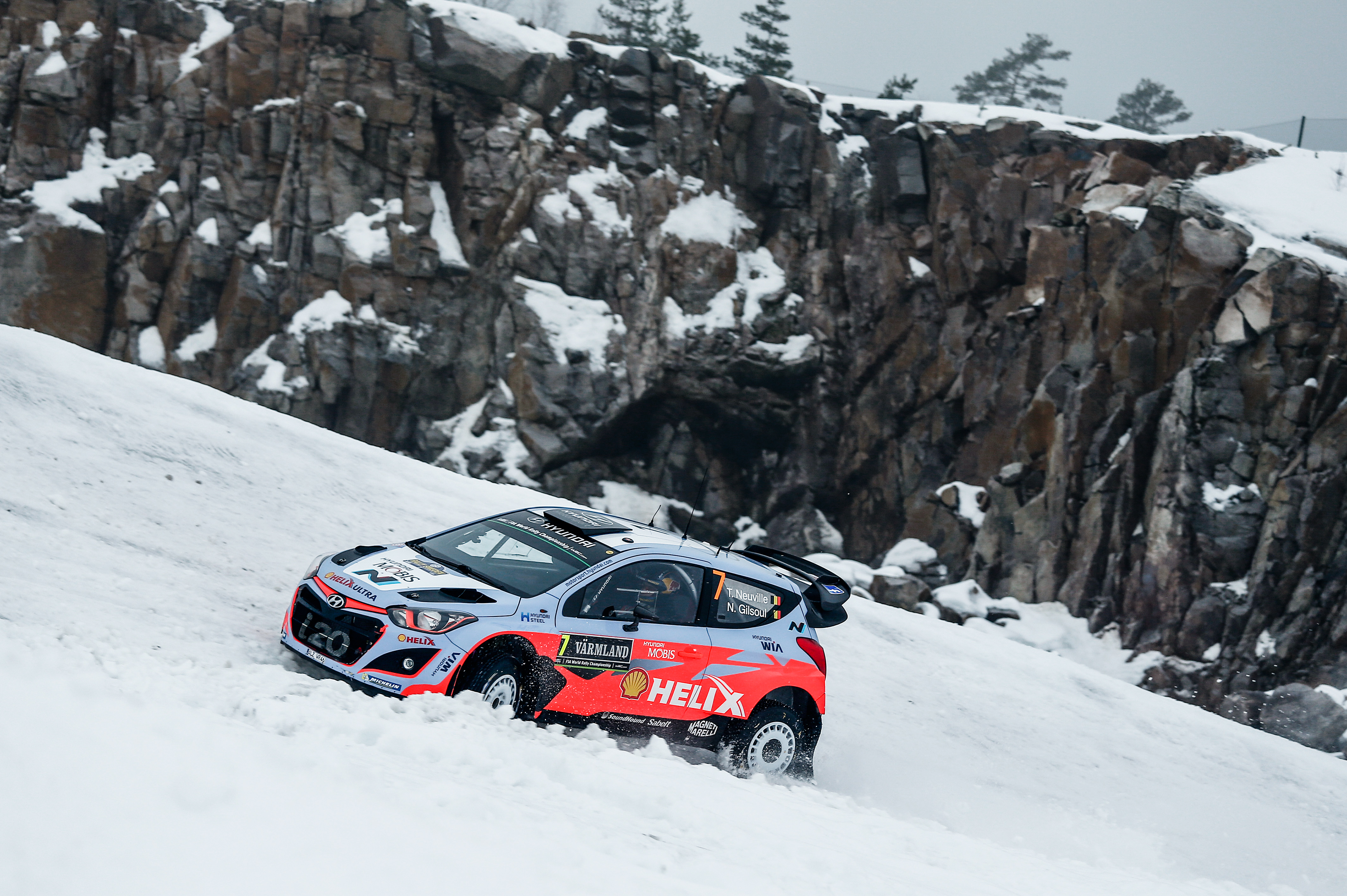
O piloto belga Thierry Neuville na competição de 2015

O Rali da Suécia (em sueco Svenska rallyt) é uma competição automobilística de rali sediada desde 2022 na província sueca da Västerbotten, tendo Umeå como cidade principal. É realizada anualmente na época do inverno, no início de fevereiro. Faz parte do Campeonato Mundial de Rali, tendo a particularidade de ser disputado na neve. 

### História do rali
A primeira competição foi realizada em 1950, sendo então chamada de Rali do Sol da Meia-noite, com partida e meta em locais diferentes. A partir de 1967, a competição começa e acaba na cidade de Karlstad. O parque de serviço principal fica situado na cidade de Hagfors, que é realmente muito mais próximo às fases especiais que Karlstad. A competição é dividida por três dias, com o começo da primeira parte na sexta-feira pela manhã e o fim domingo à tarde.
Em 1973 o rali foi introduzido no Campeonato Mundial de Rali e começou a adquirir atenção internacional, O rali da Suécia também é o único rali realizado na neve. Os vencedores do rali haviam somente sido suecos e finlandeses até que o tabu foi quebrada por Sébastien Loeb em 2004.
O rali foi cancelado somente duas vezes; em 1974 devido à crise do petróleo e em 1990 devido ao tempo ruim. Em 2009 a prova não se realizou por ter ficado fora do calendário do WRC devido ao sistema de rotação de ralis introduzido nessa época pela FIA. O tempo continua sendo uma preocupação, com as temperaturas globais subindo acima da média, a probabilidade de condições apropriadas à neve tem diminuido a cada ano. O evento de 2005 já foi um dos ralis com a temperatura mais elevada de sempre, transformando muitas fases em lama e destruindo os pneus de neve especiais usados pelas Equipas. 

## Resultados

### 1950 a 1969
| Nome do rali                           | Especiais | Pódio         | Pódio                       | Pódio                     | Pódio         |
| Nome do rali                           | Especiais | Classificação | Piloto Co-piloto            | Equipa Carro              | Time          |
| -------------------------------------- | --------- | ------------- | --------------------------- | ------------------------- | ------------- |
| 1.º Rali Internacional da Suécia 1950  | -         | 1             | Per-Fredrik Cederbaum       | BMW                       | - h: - m: - s |
|                                        |           |               |                             |                           |               |
| 2.º Rali Internacional da Suécia 1951  | -         | 1             | Gunnar Bengtsson            | Lago                      | - h: - m: - s |
|                                        |           |               |                             |                           |               |
| 3.º Rali Internacional da Suécia 1952  | -         | 1             | Grus-Olle Persson           | Porsche                   | - h: - m: - s |
|                                        |           |               |                             |                           |               |
| 4.º Rali Internacional da Suécia 1953  | -         | 1             | Sture Nottorp               | Porsche                   | - h: - m: - s |
|                                        |           |               |                             |                           |               |
| 5.º Rali Internacional da Suécia 1954  | -         | 1             | Carl-Gunnar Hammarlund      | Porsche                   | - h: - m: - s |
|                                        |           |               |                             |                           |               |
| 6.º Rali Internacional da Suécia 1955  | -         | 1             | Allan Borgefors             | Porsche                   | - h: - m: - s |
|                                        |           |               |                             |                           |               |
| 7.º Rali Internacional da Suécia 1956  | -         | 1             | Harry Bengtsson             | Volkswagen                | - h: - m: - s |
|                                        |           |               |                             |                           |               |
| 8.º Rali Internacional da Suécia 1957  | -         | 1             | Ture Jansson                | Volvo                     | - h: - m: - s |
|                                        |           |               |                             |                           |               |
| 9.º Rali Internacional da Suécia 1958  | -         | 1             | Gunnar Andersson            | Volvo                     | - h: - m: - s |
|                                        |           |               |                             |                           |               |
| 10.º Rali Internacional da Suécia 1959 | -         | 1             | Erik Carlsson               | Saab 93                   | - h: - m: - s |
|                                        |           |               |                             |                           |               |
| 11.º Rali Internacional da Suécia 1960 | -         | 1             | Carl-Magnus Skogh           | Saab                      | - h: - m: - s |
|                                        |           |               |                             |                           |               |
| 12.º Rali Internacional da Suécia 1961 | -         | 1             | Carl-Magnus Skogh           | Saab                      | - h: - m: - s |
|                                        |           |               |                             |                           |               |
| 13.º Rali Internacional da Suécia 1962 | -         | 1             | Bengt Söderström            | British Motor Corporation | - h: - m: - s |
|                                        |           |               |                             |                           |               |
| 14.º Rali Internacional da Suécia 1963 | -         | 1             | Berndt Jansson              | Porsche                   | - h: - m: - s |
|                                        |           |               |                             |                           |               |
| 15.º Rali Internacional da Suécia 1964 | -         | 1             | Tom Trana                   | Volvo                     | - h: - m: - s |
|                                        |           |               |                             |                           |               |
| 16.º Rali Internacional da Suécia 1965 | -         | 1             | Tom Trana                   | Volvo                     | - h: - m: - s |
|                                        |           |               |                             |                           |               |
| 17.º Rali Internacional da Suécia 1966 | -         | 1             | Åke Andersson               | Saab                      | - h: - m: - s |
|                                        |           |               |                             |                           |               |
| 18.º Rali Internacional da Suécia 1967 | -         | 1             | Bengt Söderström            | Ford                      | - h: - m: - s |
|                                        |           |               |                             |                           |               |
| 19.º Rali Internacional da Suécia 1968 | -         | 1             | Björn Waldegård Lars Helmér | Porsche                   | - h: - m: - s |
|                                        |           |               |                             |                           |               |
| 20.º Rali Internacional da Suécia 1969 | -         | 1             | Björn Waldegård Lars Helmér | Porsche                   | - h: - m: - s |
|                                        |           |               |                             |                           |               |

### 1970 a 1985
| Nome do rali | Especiais             | Pódio         | Pódio                                | Pódio                                      | Pódio            |
| Nome do rali | Especiais             | Classificação | Piloto Co-piloto                     | Equipa Carro                               | Tempo            |
| --- | --------------------- | ------------- | ------------------------------------ | ------------------------------------------ | ---------------- |
| 21.º Rali Internacional da Suécia 11 a 15 de fevereiro de 1970 2º rali do International Championship for Manufacturers                                 | 40 Especiais 1282 km  | 1             | Björn Waldegård Lars Helmér          | Porsche 911S                               | 12 h: 20 m: 50 s |
| 21.º Rali Internacional da Suécia 11 a 15 de fevereiro de 1970 2º rali do International Championship for Manufacturers                                 | 40 Especiais 1282 km  | 2             | Stig Blomqvist Bo Reinicke           | Saab 96 V4                                 | 12 h: 44 m: 6 s  |
| 21.º Rali Internacional da Suécia 11 a 15 de fevereiro de 1970 2º rali do International Championship for Manufacturers                                 | 40 Especiais 1282 km  | 3             | Lillebror Nasenius Björn Cederberg   | Opel Kadett Rallye                         | 12 h: 59 m: 33 s |
| |                       |               |                                      |                                            |                  |
| 22.º Rali Internacional da Suécia 17 a 21 de fevereiro de 1971 2º rali do International Championship for Manufacturers                                 | 39 Especiais          | 1             | Stig Blomqvist Arne Hertz            | Saab 96 V4                                 | 8 h: 35 m: 29 s  |
| 22.º Rali Internacional da Suécia 17 a 21 de fevereiro de 1971 2º rali do International Championship for Manufacturers                                 | 39 Especiais          | 2             | Lars Nyström Gunnar Nyström          | BMW 2002 TI                                | 8 h: 40 m: 42 s  |
| 22.º Rali Internacional da Suécia 17 a 21 de fevereiro de 1971 2º rali do International Championship for Manufacturers                                 | 39 Especiais          | 3             | Harry Källström Gunnar Häggborn      | Lancia Fulvia 1.6 Coupé HF                 | 8 h: 41 m: 36 s  |
| |                       |               |                                      |                                            |                  |
| 23.º Rali Internacional da Suécia 17 a 20 de fevereiro de 1972 2º rali do International Championship for Manufacturers                                 | 37 Especiais 802 km   | 1             | Stig Blomqvist Arne Hertz            | Saab 96 V4                                 | 7 h: 43 m: 28 s  |
| 23.º Rali Internacional da Suécia 17 a 20 de fevereiro de 1972 2º rali do International Championship for Manufacturers                                 | 37 Especiais 802 km   | 2             | Björn Waldegård Lars Helmér          | Porsche 911S                               | 7 h: 47 m: 44 s  |
| 23.º Rali Internacional da Suécia 17 a 20 de fevereiro de 1972 2º rali do International Championship for Manufacturers                                 | 37 Especiais 802 km   | 3             | Harry Källström Gunnar Häggborn      | Lancia Fulvia 1.6 Coupé HF                 | 7 h: 52 m: 32 s  |
| |                       |               |                                      |                                            |                  |
| 24.º Rali Internacional da Suécia 15 a 18 de fevereiro de 1973 2º rali do Campeonato Mundial de Rali de 1973                                           | 36 Especiais 1800 km  | 1             | Stig Blomqvist Arne Hertz            | Saab 96 V4                                 | 9 h: 18 m: 31 s  |
| 24.º Rali Internacional da Suécia 15 a 18 de fevereiro de 1973 2º rali do Campeonato Mundial de Rali de 1973                                           | 36 Especiais 1800 km  | 2             | Per Eklund Rolf Carlsson             | Saab 96 V4                                 | 9 h: 20 m: 53 s  |
| 24.º Rali Internacional da Suécia 15 a 18 de fevereiro de 1973 2º rali do Campeonato Mundial de Rali de 1973                                           | 36 Especiais 1800 km  | 3             | Jean-Luc .º érier Marcel Callewaert  | Alpine Renault A110 1800                   | 9 h: 34 m: 12 s  |
| |                       |               |                                      |                                            |                  |
| Rali de 1974 cancelado |                       |               |                                      |                                            |                  |
| |                       |               |                                      |                                            |                  |
| 25.º Rali Internacional da Suécia 13 a 15 de fevereiro de 1975 2º rali do Campeonato Mundial de Rali de 1975                                           | 40 Especiais 800 km   | 1             | Björn Waldegård Hans .º orszelius    | Lancia Stratos HF                          | 7 h: 19 m: 46 s  |
| 25.º Rali Internacional da Suécia 13 a 15 de fevereiro de 1975 2º rali do Campeonato Mundial de Rali de 1975                                           | 40 Especiais 800 km   | 2             | Stig Blomqvist Hans Sylvan           | Saab 96 V4                                 | 7 h: 21 m: 33 s  |
| 25.º Rali Internacional da Suécia 13 a 15 de fevereiro de 1975 2º rali do Campeonato Mundial de Rali de 1975                                           | 40 Especiais 800 km   | 3             | Simo Lampinen Sölve Andreasson       | Lancia Beta Coupé                          | 7 h: 31 m: 22 s  |
| |                       |               |                                      |                                            |                  |
| 26.º Rali Internacional da Suécia 20 a 22 de fevereiro de 1976 2º rali do Campeonato Mundial de Rali de 1976                                           | 34 Especiais 722 km   | 1             | Per Eklund Björn Cederberg           | Saab 96 V4                                 | 8 h: 8 m: 26 s   |
| 26.º Rali Internacional da Suécia 20 a 22 de fevereiro de 1976 2º rali do Campeonato Mundial de Rali de 1976                                           | 34 Especiais 722 km   | 2             | Stig Blomqvist Hans Sylvan           | Saab 96 V4                                 | 8 h: 10 m: 2 s   |
| 26.º Rali Internacional da Suécia 20 a 22 de fevereiro de 1976 2º rali do Campeonato Mundial de Rali de 1976                                           | 34 Especiais 722 km   | 3             | Anders Kulläng Claes-Göran Andersson | Opel Ascona                                | 8 h: 31 m: 10 s  |
| |                       |               |                                      |                                            |                  |
| 27.º Rali Internacional da Suécia 11 a 13 de fevereiro de 1977 2º rali do Campeonato Mundial de Rali de 1977 3º rali do 1977 FIA Cup for Rally Drivers | 472 km                | 1             | Stig Blomqvist Hans Sylvan           | Saab 99 EMS                                | 8 h: 2 m: 17 s   |
| 27.º Rali Internacional da Suécia 11 a 13 de fevereiro de 1977 2º rali do Campeonato Mundial de Rali de 1977 3º rali do 1977 FIA Cup for Rally Drivers | 472 km                | 2             | Bror Danielsson Ulf Sundberg         | Opel Kadett GT/E                           | 8 h: 8 m: 19 s   |
| 27.º Rali Internacional da Suécia 11 a 13 de fevereiro de 1977 2º rali do Campeonato Mundial de Rali de 1977 3º rali do 1977 FIA Cup for Rally Drivers | 472 km                | 3             | Anders Kulläng Bruno Berglund        | Opel Kadett GT/E                           | 8 h: 8 m: 32 s   |
| |                       |               |                                      |                                            |                  |
| 28.º Rali Internacional da Suécia 10 a 12 de fevereiro de 1978 2º rali do Campeonato Mundial de Rali de 1978 3º rali do 1978 FIA Cup for Rally Drivers | 39 Especiais 615 km   | 1             | Björn Waldegård Hans .º orszelius    | Ford Escort RS1800                         | 6 h: 42 m: 40 s  |
| 28.º Rali Internacional da Suécia 10 a 12 de fevereiro de 1978 2º rali do Campeonato Mundial de Rali de 1978 3º rali do 1978 FIA Cup for Rally Drivers | 39 Especiais 615 km   | 2             | Hannu Mikkola Arne Hertz             | Ford Escort RS1800                         | 6 h: 44 m: 8 s   |
| 28.º Rali Internacional da Suécia 10 a 12 de fevereiro de 1978 2º rali do Campeonato Mundial de Rali de 1978 3º rali do 1978 FIA Cup for Rally Drivers | 39 Especiais 615 km   | 3             | Markku Alén Ilkka Kivimäki           | Fiat 131 Abar.º                            | 6 h: 45 m: 26 s  |
| |                       |               |                                      |                                            |                  |
| 29.º Rali Internacional da Suécia 16 a 18 de fevereiro de 1979 2º rali do Campeonato Mundial de Rali de 1979                                           | 38 Especiais 630 km   | 1             | Stig Blomqvist Björn Cederberg       | Saab 99 Turbo                              | 6 h: 34 m: 49 s  |
| 29.º Rali Internacional da Suécia 16 a 18 de fevereiro de 1979 2º rali do Campeonato Mundial de Rali de 1979                                           | 38 Especiais 630 km   | 2             | Björn Waldegård Hans .º orszelius    | Ford Escort RS1800                         | 6 h: 36 m: 9 s   |
| 29.º Rali Internacional da Suécia 16 a 18 de fevereiro de 1979 2º rali do Campeonato Mundial de Rali de 1979                                           | 38 Especiais 630 km   | 3             | Pentti Airikkala Risto Virtanen      | Vauxhall Chevette 2300 HS                  | 6 h: 39 m: 31 s  |
| |                       |               |                                      |                                            |                  |
| 30.º Rali Internacional da Suécia 15 a 17 de fevereiro de 1980 2º rali do Campeonato Mundial de Rali de 1980                                           | 29 Especiais 414.5 km | 1             | Anders Kulläng Bruno Berglund        | Opel Euro Handler Opel Ascona 400          | 4 h: 17 m: 52 s  |
| 30.º Rali Internacional da Suécia 15 a 17 de fevereiro de 1980 2º rali do Campeonato Mundial de Rali de 1980                                           | 29 Especiais 414.5 km | 2             | Stig Blomqvist Björn Cederberg       | Saab Scania Saab 99 Turbo                  | 4 h: 19 m: 22 s  |
| 30.º Rali Internacional da Suécia 15 a 17 de fevereiro de 1980 2º rali do Campeonato Mundial de Rali de 1980                                           | 29 Especiais 414.5 km | 3             | Björn Waldegård Hans .º orszelius    | Fiat Sweden Fiat 131 Abar.º                | 4 h: 21 m: 39 s  |
| |                       |               |                                      |                                            |                  |
| 31.º Rali Internacional da Suécia 13 a 15 de fevereiro de 1981 2º rali do Campeonato Mundial de Rali de 1981                                           | Especiais km          | 1             | Hannu Mikkola Arne Hertz             | Audi Sport Audi Quattro                    | 3 h: 48 m: 7 s   |
| 31.º Rali Internacional da Suécia 13 a 15 de fevereiro de 1981 2º rali do Campeonato Mundial de Rali de 1981                                           | Especiais km          | 2             | Ari Vatanen David Richards           | Rothmans Rally Team Ford Escort RS1800     | 3 h: 50 m: 0 s   |
| 31.º Rali Internacional da Suécia 13 a 15 de fevereiro de 1981 2º rali do Campeonato Mundial de Rali de 1981                                           | Especiais km          | 3             | Pentti Airikkala Risto Virtanen      | Rothmans Rally Team Ford Escort RS1800     | 3 h: 51 m: 47 s  |
| |                       |               |                                      |                                            |                  |
| 32.º Rali Internacional da Suécia 12 a 14 de fevereiro de 1982 2º rali do Campeonato Mundial de Rali de 1982                                           | 25 Especiais 358 km   | 1             | Stig Blomqvist Björn Cederberg       | Audi Sport Sweden Audi Quattro             | 3 h: 40 m: 15 s  |
| 32.º Rali Internacional da Suécia 12 a 14 de fevereiro de 1982 2º rali do Campeonato Mundial de Rali de 1982                                           | 25 Especiais 358 km   | 2             | Ari Vatanen Terry Harryman           | David Sutton Motorsport Ford Escort RS1800 | 3 h: 42 m: 51 s  |
| 32.º Rali Internacional da Suécia 12 a 14 de fevereiro de 1982 2º rali do Campeonato Mundial de Rali de 1982                                           | 25 Especiais 358 km   | 3             | Walter Röhrl Christian Geistdörfer   | Rothmans Opel Rally Team Opel Ascona 400   | 3 h: 44 m: 29 s  |
| |                       |               |                                      |                                            |                  |
| 33.º Rali Internacional da Suécia 11 a 13 de fevereiro de 1983 2º rali do Campeonato Mundial de Rali de 1983                                           | 24 Especiais 466 km   | 1             | Hannu Mikkola Arne Hertz             | Audi Sport Audi Quattro A1                 | 4 h: 28 m: 47 s  |
| 33.º Rali Internacional da Suécia 11 a 13 de fevereiro de 1983 2º rali do Campeonato Mundial de Rali de 1983                                           | 24 Especiais 466 km   | 2             | Stig Blomqvist Björn Cederberg       | Audi Sport Audi 80 Quattro                 | 4 h: 29 m: 34 s  |
| 33.º Rali Internacional da Suécia 11 a 13 de fevereiro de 1983 2º rali do Campeonato Mundial de Rali de 1983                                           | 24 Especiais 466 km   | 3             | Lasse Lampi Pentti Kuukkala          | Carro privado Audi Quattro A1              | 4 h: 32 m: 51 s  |
| |                       |               |                                      |                                            |                  |
| 34.º Rali Internacional da Suécia 10 a 12 de fevereiro de 1984 2º rali do Campeonato Mundial de Rali de 1984                                           | 27 Especiais 450 km   | 1             | Stig Blomqvist Björn Cederberg       | Audi Sport Audi Quattro A2                 | 4 h: 16 m: 45 s  |
| 34.º Rali Internacional da Suécia 10 a 12 de fevereiro de 1984 2º rali do Campeonato Mundial de Rali de 1984                                           | 27 Especiais 450 km   | 2             | Michèle Mouton Fabrizia Pons         | Audi Sport Audi Quattro A2                 | 4 h: 24 m: 12 s  |
| 34.º Rali Internacional da Suécia 10 a 12 de fevereiro de 1984 2º rali do Campeonato Mundial de Rali de 1984                                           | 27 Especiais 450 km   | 3             | Per Eklund Dave Whittock             | Clarion Audi Quattro A2                    | 4 h: 33 m: 27 s  |
| |                       |               |                                      |                                            |                  |
| 35.º Rali Internacional da Suécia 15 a 17 de fevereiro de 1985 2º rali do Campeonato Mundial de Rali de 1985                                           | 29 Especiais 505 km   | 1             | Ari Vatanen Terry Harryman           | Peugeot Talbot Sport Peugeot 205 Turbo 16  | 4 h: 38 m: 49 s  |
| 35.º Rali Internacional da Suécia 15 a 17 de fevereiro de 1985 2º rali do Campeonato Mundial de Rali de 1985                                           | 29 Especiais 505 km   | 2             | Stig Blomqvist Björn Cederberg       | Audi Sport Audi Sport Quattro              | 4 h: 40 m: 38 s  |
| 35.º Rali Internacional da Suécia 15 a 17 de fevereiro de 1985 2º rali do Campeonato Mundial de Rali de 1985                                           | 29 Especiais 505 km   | 3             | Timo Salonen Seppo Harjanne          | Peugeot Talbot Sport Peugeot 205 Turbo 16  | 4 h: 42 m: 15 s  |
| |                       |               |                                      |                                            |                  |

### 1986 a 1999
| Nome do rali | Especiais              | Pódio         | Pódio                              | Pódio                                                       | Pódio             |
| Nome do rali | Especiais              | Classificação | Piloto Co-piloto                   | Equipa Carro                                                | Tempo             |
| --- | ---------------------- | ------------- | ---------------------------------- | ----------------------------------------------------------- | ----------------- |
| 36th International Swedish Rally 14 a 16 de fevereiro de 1986 2º rali do World Rally Championship 1986                                                                  | 30 Especiais 558 km    | 1             | Juha Kankkunen Juha Piironen       | Peugeot Talbot Sport Peugeot 205 Turbo 16 E2                | 5 h: 9 m: 19 s    |
| 36th International Swedish Rally 14 a 16 de fevereiro de 1986 2º rali do World Rally Championship 1986                                                                  | 30 Especiais 558 km    | 2             | Markku Alén Ilkka Kivimäki         | Martini Lancia Lancia Delta S4                              | 5 h: 11 m: 13 s   |
| 36th International Swedish Rally 14 a 16 de fevereiro de 1986 2º rali do World Rally Championship 1986                                                                  | 30 Especiais 558 km    | 3             | Kalle Grundel Benny Melander       | Ford Motor Company Ford RS200                               | 5 h: 15 m: 35 s   |
| |                        |               |                                    |                                                             |                   |
| 37th International Swedish Rally 13 a 14 de fevereiro de 1987 2º rali do World Rally Championship 1987                                                                  | 26 Especiais 400.39 km | 1             | Timo Salonen Seppo Harjanne        | Mazda Rally Team Europe Mazda 323 4WD                       | 4 h: 11 m: 0 s    |
| 37th International Swedish Rally 13 a 14 de fevereiro de 1987 2º rali do World Rally Championship 1987                                                                  | 26 Especiais 400.39 km | 2             | Mikael Ericsson Claes Billstam     | Martini Lancia Lancia Delta HF 4WD                          | 4 h: 11 m: 23 s   |
| 37th International Swedish Rally 13 a 14 de fevereiro de 1987 2º rali do World Rally Championship 1987                                                                  | 26 Especiais 400.39 km | 3             | Juha Kankkunen Juha Piironen       | Martini Lancia Lancia Delta HF 4WD                          | 4 h: 12 m: 46 s   |
| |                        |               |                                    |                                                             |                   |
| 38th International Swedish Rally 4 a 6 de fevereiro de 1988 2º rali do World Rally Championship 1988                                                                    | 35 Especiais 491.96 km | 1             | Markku Alén Ilkka Kivimäki         | Martini Lancia Lancia Delta HF 4WD                          | 5 h: 2 m: 31 s    |
| 38th International Swedish Rally 4 a 6 de fevereiro de 1988 2º rali do World Rally Championship 1988                                                                    | 35 Especiais 491.96 km | 2             | Stig Blomqvist Benny Melander      | Rallysport Sweden Ford Sierra XR 4x4                        | 5 h: 4 m: 8 s     |
| 38th International Swedish Rally 4 a 6 de fevereiro de 1988 2º rali do World Rally Championship 1988                                                                    | 35 Especiais 491.96 km | 3             | Lars-Erik Torph Tina Thörner       | Carro privado Audi Coupé Quattro                            | 5 h: 10 m: 3 s    |
| |                        |               |                                    |                                                             |                   |
| 39th International Swedish Rally 6 a 8 January 1989 1º rali do World Rally Championship 1989                                                                            | 37 Especiais 504.47 km | 1             | Ingvar Carlsson Per Carlsson       | Mazda Rally Team Europe Mazda 323 4WD                       | 4 h: 58 m: 15 s   |
| 39th International Swedish Rally 6 a 8 January 1989 1º rali do World Rally Championship 1989                                                                            | 37 Especiais 504.47 km | 2             | Per Eklund Dave Whittock           | Clarion Team Europe Lancia Delta Integrale                  | 4 h: 59 m: 18 s   |
| 39th International Swedish Rally 6 a 8 January 1989 1º rali do World Rally Championship 1989                                                                            | 37 Especiais 504.47 km | 3             | Kenneth Eriksson Staffan Parmander | Toyota Team Sweden Toyota Celica GT-Four                    | 4 h: 59 m: 57 s   |
| |                        |               |                                    |                                                             |                   |
| 40th International Swedish Rally 16 a 18 de fevereiro de 1991 2º rali do World Rally Championship 1991                                                                  | 29 Especiais 520.01 km | 1             | Kenneth Eriksson Staffan Parmander | Mitsubishi Ralliart Europe Mitsubishi Galant VR-4           | 4 h: 56 m: 16 s   |
| 40th International Swedish Rally 16 a 18 de fevereiro de 1991 2º rali do World Rally Championship 1991                                                                  | 29 Especiais 520.01 km | 2             | Mats Jonsson Lars Backman          | Toyota Team Europe Toyota Celica GT-Four                    | 4 h: 56 m: 36 s   |
| 40th International Swedish Rally 16 a 18 de fevereiro de 1991 2º rali do World Rally Championship 1991                                                                  | 29 Especiais 520.01 km | 3             | Markku Alén Ilkka Kivimäki         | Subaru Rally Team Europe Subaru Legacy RS                   | 4 h: 57 m: 20 s   |
| |                        |               |                                    |                                                             |                   |
| 41st International Swedish Rally a de fevereiro de 1992 2º rali do World Rally Championship 1992                                                                        | Especiais km           | 1             | Mats Jonsson Lars Backman          | Toyota Team Sweden Toyota Celica GT-Four                    | 5 h: 24 m: 37 s   |
| 41st International Swedish Rally a de fevereiro de 1992 2º rali do World Rally Championship 1992                                                                        | Especiais km           | 2             | Colin McRae Derek Ringer           | Subaru Rally Team Europe Subaru Legacy RS                   | 5 h: 25 m: 16 s   |
| 41st International Swedish Rally a de fevereiro de 1992 2º rali do World Rally Championship 1992                                                                        | Especiais km           | 3             | Stig Blomqvist Benny Melander      | Nissan Motorsports Nissan Sunny GTI-R                       | 5 h: 26 m: 9 s    |
| |                        |               |                                    |                                                             |                   |
| 42nd International Swedish Rally 12 a 14 de fevereiro de 1993 2º rali do World Rally Championship 1993                                                                  | 28 Especiais 519.63 km | 1             | Mats Jonsson Lars Backman          | Toyota Castrol Team Toyota Celica Turbo 4WD                 | 4 h: 49 m: 5 s    |
| 42nd International Swedish Rally 12 a 14 de fevereiro de 1993 2º rali do World Rally Championship 1993                                                                  | 28 Especiais 519.63 km | 2             | Juha Kankkunen Juha Piironen       | Toyota Castrol Team Toyota Celica Turbo 4WD                 | 4 h: 49 m: 18 s   |
| 42nd International Swedish Rally 12 a 14 de fevereiro de 1993 2º rali do World Rally Championship 1993                                                                  | 28 Especiais 519.63 km | 3             | Colin McRae Derek Ringer           | 555 Subaru World Rally Team Subaru Legacy RS                | 4 h: 49 m: 33 s   |
| |                        |               |                                    |                                                             |                   |
| 43rd International Swedish Rally 4 a 6 de fevereiro de 1994 2º rali do 1994 FIA 2-Litre World Cup for Manufacturers                                                     | 24 Especiais 431 km    | 1             | Thomas Rådström Lars Bäckman       | Toyota Celica Turbo 4WD                                     | 4 h: 12 m: 0 s    |
| 43rd International Swedish Rally 4 a 6 de fevereiro de 1994 2º rali do 1994 FIA 2-Litre World Cup for Manufacturers                                                     | 24 Especiais 431 km    | 2             | Mats Jonsson Johnny Johansson      | Mazda 323 RTR                                               | 4 h: 12 m: 12 s   |
| 43rd International Swedish Rally 4 a 6 de fevereiro de 1994 2º rali do 1994 FIA 2-Litre World Cup for Manufacturers                                                     | 24 Especiais 431 km    | 3             | Stig Blomqvist Benny Melander      | Ford Escort RS Cosworth                                     | 4 h: 12 m: 16 s   |
| |                        |               |                                    |                                                             |                   |
| 44th International Swedish Rally 10 a 12 de fevereiro de 1995 2º rali do World Rally Championship 1995 2º rali do 1995 FIA 2-Litre World Championship for Manufacturers | 25 Especiais 501 km    | 1             | Kenneth Eriksson Staffan Parmander | Team Mitsubishi Ralliart Mitsubishi Lancer Evolution II     | 4 h: 51 m: 27 s   |
| 44th International Swedish Rally 10 a 12 de fevereiro de 1995 2º rali do World Rally Championship 1995 2º rali do 1995 FIA 2-Litre World Championship for Manufacturers | 25 Especiais 501 km    | 2             | Tommi Makinen Seppo Harjanne       | Team Mitsubishi Ralliart Mitsubishi Lancer Evolution II     | 4 h: 51 m: 39 s   |
| 44th International Swedish Rally 10 a 12 de fevereiro de 1995 2º rali do World Rally Championship 1995 2º rali do 1995 FIA 2-Litre World Championship for Manufacturers | 25 Especiais 501 km    | 3             | Thomas Rådström Lars Bäckman       | Toyota Castrol Team Toyota Celica GT-Four                   | h: m: s           |
| |                        |               |                                    |                                                             |                   |
| 45th International Swedish Rally 9 a 11 de fevereiro de 1996 2º rali do World Rally Championship 1996                                                                   | 27 Especiais 490.64 km | 1             | Tommi Makinen Seppo Harjanne       | Team Mitsubishi Ralliart Mitsubishi Lancer Evolution III    | 4 h: 37 m: 10 s   |
| 45th International Swedish Rally 9 a 11 de fevereiro de 1996 2º rali do World Rally Championship 1996                                                                   | 27 Especiais 490.64 km | 2             | Carlos Sainz Luis Moya             | Ford Motor Company Ford Escort RS Cosworth                  | 4 h: 37 m: 33 s   |
| 45th International Swedish Rally 9 a 11 de fevereiro de 1996 2º rali do World Rally Championship 1996                                                                   | 27 Especiais 490.64 km | 3             | Colin McRae Derek Ringer           | 555 Subaru World Rally Team Subaru Impreza 555              | 4 h: 38 m: 15 s   |
| |                        |               |                                    |                                                             |                   |
| 46th International Swedish Rally 7 a 10 de fevereiro de 1997 2º rali do World Rally Championship 1997                                                                   | 24 Especiais 413.45 km | 1             | Kenneth Eriksson Staffan Parmander | 555 Subaru World Rally Team Subaru Impreza WRC              | 3 h: 51 m: 49 s   |
| 46th International Swedish Rally 7 a 10 de fevereiro de 1997 2º rali do World Rally Championship 1997                                                                   | 24 Especiais 413.45 km | 2             | Carlos Sainz Luis Moya             | Ford Motor Company Ford Escort WRC                          | 3 h: 52 m: 5 s    |
| 46th International Swedish Rally 7 a 10 de fevereiro de 1997 2º rali do World Rally Championship 1997                                                                   | 24 Especiais 413.45 km | 3             | Tommi Makinen Seppo Harjanne       | Team Mitsubishi Ralliart Mitsubishi Lancer Evolution IV     | 3 h: 52 m: 15 s   |
| |                        |               |                                    |                                                             |                   |
| 47th International Swedish Rally 6 a 8 de fevereiro de 1998 2º rali do World Rally Championship 1998                                                                    | 19 Especiais 381.34 km | 1             | Tommi Mäkinen Risto Mannisenmäki   | Team Mitsubishi Ralliart Mitsubishi Lancer Evolution IV     | 3 h: 32 m: 51.6 s |
| 47th International Swedish Rally 6 a 8 de fevereiro de 1998 2º rali do World Rally Championship 1998                                                                    | 19 Especiais 381.34 km | 2             | Carlos Sainz Luis Moya             | Toyota Castrol Team Toyota Corolla WRC                      | 3 h: 33 m: 43.2 s |
| 47th International Swedish Rally 6 a 8 de fevereiro de 1998 2º rali do World Rally Championship 1998                                                                    | 19 Especiais 381.34 km | 3             | Juha Kankkunen Juha Repo           | Ford Motor Company Ford Escort WRC                          | 3 h: 33 m: 50.4 s |
| |                        |               |                                    |                                                             |                   |
| 48th International Swedish Rally 12 a 14 de fevereiro de 1999 2º rali do World Rally Championship 1999                                                                  | 19 Especiais 384.3 km  | 1             | Tommi Mäkinen Risto Mannisenmäki   | Marlboro Mitsubishi Ralliart Mitsubishi Lancer Evolution VI | 3 h: 29 m: 15.6 s |
| 48th International Swedish Rally 12 a 14 de fevereiro de 1999 2º rali do World Rally Championship 1999                                                                  | 19 Especiais 384.3 km  | 2             | Carlos Sainz Luis Moya             | Toyota Castrol Team Toyota Corolla WRC                      | 3 h: 29 m: 33.7 s |
| 48th International Swedish Rally 12 a 14 de fevereiro de 1999 2º rali do World Rally Championship 1999                                                                  | 19 Especiais 384.3 km  | 3             | Thomas Rådström Fred Gallagher     | Ford Motor Company Ford Focus WRC                           | 3 h: 29 m: 53.4 s |
| |                        |               |                                    |                                                             |                   |

### a partir de 2000
| Nome do rali                                                                                           | Especiais                        | Pódio         | Pódio                             | Pódio                                                           | Pódio               |
| Nome do rali                                                                                           | Especiais                        | Classificação | Piloto Navegador                  | Equipa Carro                                                    | Tempo               |
| --- | -------------------------------- | ------------- | --------------------------------- | --------------------------------------------------------------- | ------------------- |
| 49th International Swedish Rally 11 a 13 de fevereiro de 2000 2º rali do World Rally Championship 2000 | 19 especiais 377.89 km           | 1             | Marcus Grönholm Timo Rautiainen   | Peugeot Esso Sport Peugeot 206 WRC                              | 3 h: 20 m: 33.3 s   |
| 49th International Swedish Rally 11 a 13 de fevereiro de 2000 2º rali do World Rally Championship 2000 | 19 especiais 377.89 km           | 2             | Tommi Mäkinen Risto Mannisenmäki  | Marlboro Mitsubishi Ralliart Mitsubishi Lancer Evolution VI     | 3 h: 20 m: 40.1 s   |
| 49th International Swedish Rally 11 a 13 de fevereiro de 2000 2º rali do World Rally Championship 2000 | 19 especiais 377.89 km           | 3             | Colin McRae Nicky Grist           | Ford Motor Company Ford Focus WRC                               | 3 h: 20 m: 47.0 s   |
| |                                  |               |                                   |                                                                 |                     |
| 50th International Swedish Rally 9 a 11 de fevereiro de 2001 2º rali do World Rally Championship 2001  | 17 especiais 379.87 km           | 1             | Harri Rovanperä Risto Pietiläinen | Peugeot Total Peugeot 206 WRC                                   | 3 h: 27 m: 1.1 s    |
| 50th International Swedish Rally 9 a 11 de fevereiro de 2001 2º rali do World Rally Championship 2001  | 17 especiais 379.87 km           | 2             | Thomas Rådström Tina Thörner      | Marlboro Mitsubishi Ralliart Mitsubishi Carisma GT Evolution VI | 3 h: 27 m: 29.0 s   |
| 50th International Swedish Rally 9 a 11 de fevereiro de 2001 2º rali do World Rally Championship 2001  | 17 especiais 379.87 km           | 3             | Carlos Sainz Luis Moya            | Ford Motor Company Ford Focus WRC                               | 3 h: 27 m: 38.1 s   |
| |                                  |               |                                   |                                                                 |                     |
| 51st Uddeholm Swedish Rally 1 a 3 de fevereiro de 2002 2º rali do World Rally Championship 2002        | 16 especiais 383.58 km           | 1             | Marcus Grönholm Timo Rautiainen   | Peugeot Total Peugeot 206 WRC                                   | 3 h: 7 m: 28.6 s    |
| 51st Uddeholm Swedish Rally 1 a 3 de fevereiro de 2002 2º rali do World Rally Championship 2002        | 16 especiais 383.58 km           | 2             | Harri Rovanperä Risto Pietiläinen | Peugeot Total Peugeot 206 WRC                                   | 3 h: 8 m: 53.1 s    |
| 51st Uddeholm Swedish Rally 1 a 3 de fevereiro de 2002 2º rali do World Rally Championship 2002        | 16 especiais 383.58 km           | 3             | Carlos Sainz Luis Moya            | Ford Motor Company Ford Focus WRC                               | 3 h: 9 m: 54.4 s    |
| |                                  |               |                                   |                                                                 |                     |
| 52.º Rali da Suécia 6 a 9 de fevereiro de 2003 2º rali do World Rally Championship 2003                | 17 especiais 386.91 km           | 1             | Marcus Grönholm Timo Rautiainen   | Peugeot Total Peugeot 206 WRC                                   | 3 h: 3 m: 28.1 s    |
| 52.º Rali da Suécia 6 a 9 de fevereiro de 2003 2º rali do World Rally Championship 2003                | 17 especiais 386.91 km           | 2             | Tommi Mäkinen Kaj Lindström       | 555 Subaru World Rally Team Subaru Impreza WRC                  | 3 h: 4 m: 18.9 s    |
| 52.º Rali da Suécia 6 a 9 de fevereiro de 2003 2º rali do World Rally Championship 2003                | 17 especiais 386.91 km           | 3             | Richard Burns Robert Reid         | Marlboro Peugeot Total Peugeot 206 WRC                          | 3 h: 4 m: 46.0 s    |
| |                                  |               |                                   |                                                                 |                     |
| 53rd Uddeholm Swedish Rally 6 a 8 de fevereiro de 2004 2º rali do World Rally Championship 2004        | 19 especiais 394.8 km            | 1             | Sébastien Loeb Daniel Elena       | Citroën Total Citroën Xsara WRC                                 | 3 h: 26 m: 17.7 s   |
| 53rd Uddeholm Swedish Rally 6 a 8 de fevereiro de 2004 2º rali do World Rally Championship 2004        | 19 especiais 394.8 km            | 2             | Marcus Grönholm Timo Rautiainen   | Marlboro Peugeot Total Peugeot 307 WRC                          | 3 h: 27 m: 4.1 s    |
| 53rd Uddeholm Swedish Rally 6 a 8 de fevereiro de 2004 2º rali do World Rally Championship 2004        | 19 especiais 394.8 km            | 3             | Petter Solberg Phil Mills         | 555 Subaru World Rally Team Subaru Impreza WRC                  | 3 h: 27 m: 39.2 s   |
| |                                  |               |                                   |                                                                 |                     |
| 54th Uddeholm Swedish Rally 11 a 13 de fevereiro de 2005 2º rali do World Rally Championship 2005      | 20 especiais 359.87 km           | 1             | Petter Solberg Phil Mills         | Subaru World Rally Team Subaru Impreza WRC                      | 3 h: 0 m: 52.1 s    |
| 54th Uddeholm Swedish Rally 11 a 13 de fevereiro de 2005 2º rali do World Rally Championship 2005      | 20 especiais 359.87 km           | 2             | Markko Märtin Michael Park        | Marlboro Peugeot Total Peugeot 307 WRC                          | 3 h: 3 m: 3.2 s     |
| 54th Uddeholm Swedish Rally 11 a 13 de fevereiro de 2005 2º rali do World Rally Championship 2005      | 20 especiais 359.87 km           | 3             | Toni Gardemeister Jakke Honkanen  | BP Ford World Rally Team Ford Focus WRC                         | 3 h: 4 m: 6.8 s     |
| |                                  |               |                                   |                                                                 |                     |
| 55th Uddeholm Swedish Rally 3 a 5 de fevereiro de 2006 2º rali do World Rally Championship 2006        | 19 especiais 349.02 km           | 1             | Marcus Grönholm Timo Rautiainen   | BP Ford World Rally Team Ford Focus WRC                         | 3 h: 9 m: 1.9 s     |
| 55th Uddeholm Swedish Rally 3 a 5 de fevereiro de 2006 2º rali do World Rally Championship 2006        | 19 especiais 349.02 km           | 2             | Sébastien Loeb Daniel Elena       | Kronos Total Citroën World Rally Team Citroën Xsara WRC         | 3 h: 9 m: 32.8 s    |
| 55th Uddeholm Swedish Rally 3 a 5 de fevereiro de 2006 2º rali do World Rally Championship 2006        | 19 especiais 349.02 km           | 3             | Daniel Carlsson Bosse Holmstrand  | Carro privado Mitsubishi Lancer WRC                             | 3 h: 11 m: 58.7 s   |
| |                                  |               |                                   |                                                                 |                     |
| 56th Uddeholm Swedish Rally 9 a 11 de fevereiro de 2007 2º rali do Campeonato Mundial de Rali de 2007  | 20 especiais 341.2 km            | 1             | Marcus Grönholm Timo Rautiainen   | BP Ford World Rally Team Ford Focus WRC                         | 3 h: 8 m: 40.7 s    |
| 56th Uddeholm Swedish Rally 9 a 11 de fevereiro de 2007 2º rali do Campeonato Mundial de Rali de 2007  | 20 especiais 341.2 km            | 2             | Sébastien Loeb Daniel Elena       | Citroën Total Citroën C4 WRC                                    | 3 h: 9 m: 34.5 s    |
| 56th Uddeholm Swedish Rally 9 a 11 de fevereiro de 2007 2º rali do Campeonato Mundial de Rali de 2007  | 20 especiais 341.2 km            | 3             | Mikko Hirvonen Jarmo Lehtinen     | BP Ford World Rally Team Ford Focus WRC                         | 3 h: 10 m: 22.2 s   |
| |                                  |               |                                   |                                                                 |                     |
| 57th Uddeholm Swedish Rally 7 a 10 de fevereiro de 2008 2º rali do Campeonato Mundial de Rali de 2008  | 20 especiais 340.24 km           | 1             | Jari-Matti Latvala Miikka Anttila | BP-Ford Abu Dhabi World Rally Team Ford Focus RS WRC 07         | 2 h: 46 m: 41.2 s   |
| 57th Uddeholm Swedish Rally 7 a 10 de fevereiro de 2008 2º rali do Campeonato Mundial de Rali de 2008  | 20 especiais 340.24 km           | 2             | Mikko Hirvonen Jarmo Lehtinen     | BP-Ford Abu Dhabi World Rally Team Ford Focus RS WRC 07         | 2 h: 47 m: 39.5 s   |
| 57th Uddeholm Swedish Rally 7 a 10 de fevereiro de 2008 2º rali do Campeonato Mundial de Rali de 2008  | 20 especiais 340.24 km           | 3             | Gigi Galli Giovanni Bernacchini   | Stobart M-Sport Ford Rally Team Ford Focus RS WRC 07            | 2 h: 49 m: 04.4 s   |
| |                                  |               |                                   |                                                                 |                     |
| 58th Rally Sweden 11 a 14 Fevereiro 2010 1ª prova do Campeonato Mundial de Rali de 2010                | 21 especiais 345.15 km           | 1             | Mikko Hirvonen Jarmo Lehtinen     | BP-Ford Abu Dhabi World Rally Team Ford Focus RS WRC 09         | 3 h: 09 m: 30.4 s   |
| 58th Rally Sweden 11 a 14 Fevereiro 2010 1ª prova do Campeonato Mundial de Rali de 2010                | 21 especiais 345.15 km           | 2             | Sébastien Loeb Daniel Elena       | Citroën Total World Rally Team Citroën C4 WRC                   | 3 h: 10 m: 12.7 s   |
| 58th Rally Sweden 11 a 14 Fevereiro 2010 1ª prova do Campeonato Mundial de Rali de 2010                | 21 especiais 345.15 km           | 3             | Jari-Matti Latvala Miikka Anttila | BP-Ford Abu Dhabi World Rally Team Ford Focus RS WRC 09         | 3 h: 10 m: 45.8 s   |
| |                                  |               |                                   |                                                                 |                     |
| 59th Rally Sweden 10 a 13 Fevereiro 2011 1ª prova do Campeonato Mundial de Rali de 2011                | 22 especiais 351.00 km           | 1             | Mikko Hirvonen Jarmo Lehtinen     | Ford Abu Dhabi World Rally Team Ford Fiesta RS WRC              | 3 h: 23 m: 56.6 s   |
| 59th Rally Sweden 10 a 13 Fevereiro 2011 1ª prova do Campeonato Mundial de Rali de 2011                | 22 especiais 351.00 km           | 2             | Mads Østberg Jonas Andersson      | M-Sport Stobart Ford World Rally Team Ford Fiesta RS WRC        | 3 h: 24 m: 03.1 s   |
| 59th Rally Sweden 10 a 13 Fevereiro 2011 1ª prova do Campeonato Mundial de Rali de 2011                | 22 especiais 351.00 km           | 3             | Jari-Matti Latvala Miikka Anttila | Ford Abu Dhabi World Rally Team Ford Fiesta RS WRC              | 3 h: 24 m: 30.6 s   |
| |                                  |               |                                   |                                                                 |                     |
| 60th Rally Sweden 9 a 12 Fevereiro 2012 2ª prova do Campeonato Mundial de Rali de 2012                 | 24 especiais 349.16 km           | 1             | Jari-Matti Latvala Miikka Antilla | Ford World Rally Team Ford Fiesta RS WRC                        | 3 h: 18 m: 28.3 s   |
| 60th Rally Sweden 9 a 12 Fevereiro 2012 2ª prova do Campeonato Mundial de Rali de 2012                 | 24 especiais 349.16 km           | 2             | Mikko Hirvonen Jarmo Lehtinen     | Citroën Total World Rally Team Citroën DS3 WRC                  | 3 h: 18 m: 44.9 s   |
| 60th Rally Sweden 9 a 12 Fevereiro 2012 2ª prova do Campeonato Mundial de Rali de 2012                 | 24 especiais 349.16 km           | 3             | Mads Østberg Jonas Andersson      | Mads Østberg Ford Fiesta RS WRC                                 | 3 h: 19 m: 07.1 s   |
| |                                  |               |                                   |                                                                 |                     |
| 61st Rally Sweden 7 a 10 Fevereiro 2013 2ª prova do Campeonato Mundial de Rali de 2013                 | 22 especiais 337.91 km           | 1             | Sébastien Ogier Julien Ingrassia  | Volkswagen Motorsport Volkswagen Polo R WRC                     | 3 h: 11 m: 41.9 s   |
| 61st Rally Sweden 7 a 10 Fevereiro 2013 2ª prova do Campeonato Mundial de Rali de 2013                 | 22 especiais 337.91 km           | 2             | Sébastien Loeb Daniel Elena       | Citroën Total Abu Dhabi World Rally Team Citroën DS3 WRC        | 3 h: 12 m: 23.7 s   |
| 61st Rally Sweden 7 a 10 Fevereiro 2013 2ª prova do Campeonato Mundial de Rali de 2013                 | 22 especiais 337.91 km           | 3             | Mads Østberg Jonas Andersson      | Qatar M-Sport World Rally Team Ford Fiesta RS WRC               | 3 h: 13 m: 06.4 s   |
| |                                  |               |                                   |                                                                 |                     |
| 62nd Rally Sweden 5 a 8 Fevereiro 2014 2ª prova do Campeonato Mundial de Rali de 2014                  | 24 especiais 328.4 km            | 1             | Jari-Matti Latvala Miikka Anttila | Volkswagen Motorsport Volkswagen Polo R WRC                     | 3 h: 00 m: 31.1 s   |
| 62nd Rally Sweden 5 a 8 Fevereiro 2014 2ª prova do Campeonato Mundial de Rali de 2014                  | 24 especiais 328.4 km            | 2             | Andreas Mikkelsen Mikko Markkula  | Volkswagen Motorsport Volkswagen Polo R WRC                     | 3 h: 01 m: 24.7 s   |
| 62nd Rally Sweden 5 a 8 Fevereiro 2014 2ª prova do Campeonato Mundial de Rali de 2014                  | 24 especiais 328.4 km            | 3             | Mads Østberg Jonas Andersson      | Citroën Total Abu Dhabi World Rally Team Citroën DS3 WRC        | 3 h: 01 m: 30.6 s   |
| |                                  |               |                                   |                                                                 |                     |
| 63rd Rally Sweden 12 a 15 Fevereiro 2015 2ª prova do Campeonato Mundial de Rali de 2015                | 21 especiais 308.0 km            | 1             | Sébastien Ogier Julien Ingrassia  | Volkswagen Motorsport · (Volkswagen Polo R WRC)                 | 2 h: 55 m: 30.5 s   |
| 63rd Rally Sweden 12 a 15 Fevereiro 2015 2ª prova do Campeonato Mundial de Rali de 2015                | 21 especiais 308.0 km            | 2             | Thierry Neuville Nicolas Gilsoul  | Hyundai Motorsport · (Hyundai i20 WRC)                          | 2 h: 55 m: 36.9 s   |
| 63rd Rally Sweden 12 a 15 Fevereiro 2015 2ª prova do Campeonato Mundial de Rali de 2015                | 21 especiais 308.0 km            | 3             | Andreas Mikkelsen Ola Fløene      | Volkswagen Motorsport II Volkswagen Polo R WRC                  | 2 h: 56 m: 10.3 s   |
| |                                  |               |                                   |                                                                 |                     |
| 64th Rally Sweden 12 a 14 Fevereiro 2016 2ª prova do Campeonato Mundial de Rali de 2016                | 21 12 especiais 331.13 226.48 km | 1             | Sébastien Ogier Julien Ingrassia  | Volkswagen Motorsport · (Volkswagen Polo R WRC)                 | 1 h: 59 m: 47.4 s   |
| 64th Rally Sweden 12 a 14 Fevereiro 2016 2ª prova do Campeonato Mundial de Rali de 2016                | 21 12 especiais 331.13 226.48 km | 2             | Hayden Paddon John Kennard        | Hyundai Motorsport · (Hyundai i20 WRC)                          | 2 h: 00 m: 17.2 s   |
| 64th Rally Sweden 12 a 14 Fevereiro 2016 2ª prova do Campeonato Mundial de Rali de 2016                | 21 12 especiais 331.13 226.48 km | 3             | Mads Østberg Ola Fløene           | M-Sport World Rally Team · Ford Fiesta RS WRC                   | 2 h: 56 m: 10.3 s   |
| |                                  |               |                                   |                                                                 |                     |
| 65th Rally Sweden 9 a 12 Fevereiro 2017 2ª prova do Campeonato Mundial de Rali de 2017                 | 12 especiais 305.83 km           | 1             | Jari-Matti Latvala Miikka Anttila | Toyota GAZOO Racing WRC · Toyota Yaris WRC                      | 2 h: 36 m: 03.6 s   |
| 65th Rally Sweden 9 a 12 Fevereiro 2017 2ª prova do Campeonato Mundial de Rali de 2017                 | 12 especiais 305.83 km           | 2             | Ott Tänak Martin Järveoja         | M-Sport World Rally Team · Ford Fiesta WRC                      | 2 h: 36 m: 32.8 s   |
| 65th Rally Sweden 9 a 12 Fevereiro 2017 2ª prova do Campeonato Mundial de Rali de 2017                 | 12 especiais 305.83 km           | 3             | Sébastien Ogier Julien Ingrassia  | M-Sport World Rally Team · Ford Fiesta WRC                      | 2 h: 37 m: 03.1 s   |
| |                                  |               |                                   |                                                                 |                     |
| 66th Rally Sweden 15 a 18 Fevereiro 2018 2º rali do Campeonato Mundial de Rali                         | 19 especiais 314.25 km           | 1             | Thierry Neuville Nicolas Gilsoul  | Hyundai Shell Mobis WRT · Hyundai i20 Coupe WRC                 | 2 h: 52 m: 13.1 s   |
| 66th Rally Sweden 15 a 18 Fevereiro 2018 2º rali do Campeonato Mundial de Rali                         | 19 especiais 314.25 km           | 2             | Craig Breen Scott Martin          | Citroën Total Abu Dhabi WRT · Citroën C3 WRC                    | 2 h: 52 m: 32.9 s   |
| 66th Rally Sweden 15 a 18 Fevereiro 2018 2º rali do Campeonato Mundial de Rali                         | 19 especiais 314.25 km           | 3             | Andreas Mikkelsen Anders Jæger    | Hyundai Shell Mobis WRT · Hyundai i20 Coupe WRC                 | 2 h: 52 m: 41.4 s   |
| |                                  |               |                                   |                                                                 |                     |
| 67th Rally Sweden 14 a 17 Fevereiro 2019 2º rali do Campeonato Mundial de Rali                         | 19 especiais 316.80 km           | 1             | Ott Tänak Martin Järveoja         | Toyota Gazoo Racing WRT · Toyota Yaris WRC                      | 2 h: 47 m: 30.0 s   |
| 67th Rally Sweden 14 a 17 Fevereiro 2019 2º rali do Campeonato Mundial de Rali                         | 19 especiais 316.80 km           | 2             | Esapekka Lappi Janne Ferm         | Citroën Total WRT · Citroën C3 WRC                              | 2 h: 48 m: 23.7 s   |
| 67th Rally Sweden 14 a 17 Fevereiro 2019 2º rali do Campeonato Mundial de Rali                         | 19 especiais 316.80 km           | 3             | Thierry Neuville Nicolas Gilsoul  | Hyundai Shell Mobis WRT · Hyundai i20 Coupe WRC                 | 2 h: 48 m: 26.7 s   |
| |                                  |               |                                   |                                                                 |                     |
| 68th Rally Sweden 13 a 16 Fevereiro 2020 2º rali do Campeonato Mundial de Rali                         | 11 especiais 180.0 km            | 1             | Elfyn Evans Scott Martin          | Toyota Gazoo Racing WRT · Toyota Yaris WRC                      | 1 h: 11 m: 43.1 s   |
| 68th Rally Sweden 13 a 16 Fevereiro 2020 2º rali do Campeonato Mundial de Rali                         | 11 especiais 180.0 km            | 2             | Ott Tänak Martin Järveoja         | Hyundai Shell Mobis WRT · Hyundai i20 Coupe WRC                 | 1 h: 11 m: 55.8 s   |
| 68th Rally Sweden 13 a 16 Fevereiro 2020 2º rali do Campeonato Mundial de Rali                         | 11 especiais 180.0 km            | 3             | Kalle Rovanperä Jonne Halttunen   | Toyota Gazoo Racing WRT · Toyota Yaris WRC                      | 1 h: 12 m: 03.3 s   |
| |                                  |               |                                   |                                                                 |                     |
| 69th Rally Sweden 24 a 27 Fevereiro 2022 2º rali do Campeonato Mundial de Rali                         | 17 especiais 264.81 km           | 1             | Kalle Rovanperä Jonne Halttunen   | Toyota Gazoo Racing WRT · Toyota GR Yaris Rally1                | 2 h : 10 m : 44.9 s |
| 69th Rally Sweden 24 a 27 Fevereiro 2022 2º rali do Campeonato Mundial de Rali                         | 17 especiais 264.81 km           | 2             | Thierry Neuville Martijn Wydaeghe | Hyundai Shell Mobis WRT · Hyundai i20 N Rally1                  | 2 h : 11 m : 06.9 s |
| 69th Rally Sweden 24 a 27 Fevereiro 2022 2º rali do Campeonato Mundial de Rali                         | 17 especiais 264.81 km           | 3             | Esapekka Lappi Janne Ferm         | Toyota Gazoo Racing WRT · Toyota GR Yaris Rally1                | 2 h : 11 m : 15.5 s |
| |                                  |               |                                   |                                                                 |                     |
| 70th Rally Sweden 9 a 12 fevereiro 2023 2º rali do Campeonato Mundial de Rali                          | 18 especiais 301.18 km           | 1             | Ott Tänak Martin Järveoja         | M-Sport World Rally Team · Ford Puma Rally1                     | 2 h : 25 m : 54.5 s |
| 70th Rally Sweden 9 a 12 fevereiro 2023 2º rali do Campeonato Mundial de Rali                          | 18 especiais 301.18 km           | 2             | Craig Breen James Fulton          | Hyundai Shell Mobis WRT · Hyundai i20 N Rally1                  | 2 h : 26 m : 13.2 s |
| 70th Rally Sweden 9 a 12 fevereiro 2023 2º rali do Campeonato Mundial de Rali                          | 18 especiais 301.18 km           | 3             | Thierry Neuville Martijn Wydaeghe | Hyundai Shell Mobis WRT · Hyundai i20 N Rally1                  | 2 h : 26 m : 14.5 s |
| |                                  |               |                                   |                                                                 |                     |
| 71th Rally Sweden 15 a 18 fevereiro 2024 2º rali do Campeonato Mundial de Rali                         | 18 especiais 300.10 km           | 1             | Esapekka Lappi Janne Ferm         | Hyundai Shell Mobis WRT · Hyundai i20 N Rally1                  | 2 h : 33 m : 04.9 s |
| 71th Rally Sweden 15 a 18 fevereiro 2024 2º rali do Campeonato Mundial de Rali                         | 18 especiais 300.10 km           | 2             | Elfyn Evans Scott Martin          | Toyota Gazoo Racing WRT · Toyota GR Yaris Rally1                | 2 h : 33 m : 34.5 s |
| 71th Rally Sweden 15 a 18 fevereiro 2024 2º rali do Campeonato Mundial de Rali                         | 18 especiais 300.10 km           | 3             | Adrien Fourmaux Alexandre Coria   | M-Sport World Rally Team · Ford Puma Rally1                     | 2 h : 33 m : 52.8 s |
| |                                  |               |                                   |                                                                 |                     |
| 72nd Rally Sweden 13 a 16 fevereiro 2025 2º rali do Campeonato Mundial de Rali de 2025                 | 18 especiais 293.84 km           | 1             | Elfyn Evans Scott Martin]         | Toyota Gazoo Racing WRT · Toyota GR Yaris Rally1                | 2 h : 33 m : 39.2 s |
| 72nd Rally Sweden 13 a 16 fevereiro 2025 2º rali do Campeonato Mundial de Rali de 2025                 | 18 especiais 293.84 km           | 2             | Takamoto Katsuta Aaron Johnston   | Toyota Gazoo Racing WRT · Toyota GR Yaris Rally1                | 2 h : 33 m : 43.0 s |
| 72nd Rally Sweden 13 a 16 fevereiro 2025 2º rali do Campeonato Mundial de Rali de 2025                 | 18 especiais 293.84 km           | 3             | Thierry Neuville Martijn Wydaeghe | Hyundai Shell Mobis WRT · Hyundai i20 N Rally1                  | 2 h : 33 m : 51.1 s |

## Vencedores Múltiplos
| Vitórias | Pilotos |
| -------- | --- |
| 7        | Stig Blomqvist                                                                                              |
| 5        | Marcus Grönholm Björn Waldegård                                                                             |
| 4        | Jari-Matti Latvala                                                                                          |
| 3        | Sébastien Ogier Kenneth Eriksson Tommi Mäkinen                                                              |
| 2        | Arne Hertz Carl-Magnus Skogh Tom Trana Bengt Söderström Hannu Mikkola Mats Jonsson Mikko Hirvonen Ott Tänak |

| Vitórias | Construtores |
| -------- | ------------ |
| 10       | Saab         |
| 9        | Ford         |
| 8        | Porsche      |
| 7        | Toyota       |
| 6        | Peugeot      |
| 5        | Mitsubishi   |
| 4        | Volvo        |
| 4        | Volkswagen   |
| 4        | Audi         |
| 2        | Lancia       |
| 2        | Mazda        |
| 2        | Subaru       |
| 2        | Hyundai      |
| 1        | Talbot       |
| 1        | Citroen      |

## Prémio Colin's Crest
Como homenagem porColin McRae, os organizadores do Rali da Suécia criaram um prémio para o salto mais longo sobre um alto na especial de Vargåsen.
| Ano  | Piloto            | Carro              | Salto |
| ---- | ----------------- | ------------------ | ----- |
| 2008 | Khalid Al Qassimi | Ford Focus RS WRC  | 36 m  |
| 2010 | Marius Aasen      | Subaru Impreza STi | 37 m  |
| 2011 | Ken Block         | Ford Fiesta RS WRC | 37 m  |
| 2012 | Ott Tänak         | Ford Fiesta RS WRC | 32 m  |
| 2013 | Thierry Neuville  | Ford Fiesta RS WRC | 35 m  |
| 2014 | Juho Hänninen     | Hyundai i20 WRC    | 36 m  |
| 2015 | Thierry Neuville  | Hyundai i20 WRC    | 44 m  |
| 2016 | Eyvind Brynildsen | Ford Fiesta R5 Evo | 45 m  |
| 2017 | Mads Østberg      | Ford Fiesta WRC    | 44 m  |
| 2018 | Mads Østberg      | Citroën C3 WRC     | 42 m  |
| 2019 | Kris Meeke        | Toyota Yaris WRC   | 41 m  |